# 陳文 (嘉靖舉人)
陳文（16世紀—17世紀），字美中，號中斋，南直隸鎮江府丹徒縣人，明朝政治人物。

## 生平
陳文年輕時跟隨林魁、唐順之學習，在嘉靖四十三年（1564年）中舉人，不久因母親逝世回鄉，學使耿定向聘任他在虛白堂講學，人稱「見白先生」，後選授同安知縣，設立徵收法成定式，人民得以不為耗羨苦困，因防備倭寇功勞陞鄧州知州，在荒年設法賑濟災民，並修築州城安定人民，再陞寧波同知，革除當地宿弊，代理府事時公庭清如流水，並恢復學田二萬七千餘畝，每年租稅供給貧窮諸生，死後入祀寧波名宦祠，崇禎年間由督學使者題請入祀鄉賢祠。

## 引用
1. 1 2  光緒《丹徒縣志·卷二十七·宦績》：陳文，字美中，少從郡守林櫆、武進唐順之聞河洛之學，嘉靖甲子舉於鄉，丁內艱，學使者耿定向聘講學虛白堂，學者稱為見白先生，選知同安縣，立徵收法著為令，民得不苦於耗羨，備倭有功陞鄧州知州，州連旱大歉，文設法蠲賑，厯三載歲始熟，婑召杜陂築州城，民賴其利，攝府事嚴飭吏胥，盡革諸宿弊，內外肅然，庭清如水，復學田二萬七千餘畝，歲租給諸生之貧乏者，先後三任屢折疑獄稱神明，卒祀甯波名宦，崇禎閒督學使者允請祀鄉賢。 袁茂英陳先生傳
2. ↑  ：陳文，字美中，丹徒人，嘉靖甲子舉于鄉，任同安知縣，立徵收法著為令，民不得苦于耗羨，備倭有功陞鄧州知州，賑荒二載全活者甚眾。陞寧波府同知，以佐郡不越俎，攝事庭清如水，復學山二萬七千餘畝，歲租給諸生之貧乏者，乞休歸，作詩文以自適，先後三任折獄稱神明，能愛民禮士，寧波祀名宦，崇禎間督學使者允里人請，祀鄉賢。